# Grifola
Grifola is een geslacht van schimmels behorend tot de familie Grifolaceae. De wetenschappelijke naam is gepubliceerd door Samuel Frederick Gray in 1821. De typesoort is Grifola frondosa.

## Soorten
Volgens Index Fungorum bevat het geslacht negen soorten (peildatum juli 2023):
| Soortnaam                  | Auteur(s)           | Publicatiejaar |
| -------------------------- | ------------------- | -------------- |
| Grifola acanthoides        | (Bull.) Pilát       | 1934           |
| Grifola amazonica          | Ryvarden            | 2004           |
| Grifola armeniaca          | Corner              | 1989           |
| Grifola colensoi           | (Berk.) G. Cunn.    | 1965           |
| Grifola frondosa (Eikhaas) | (Dicks.) Gray       | 1821           |
| Grifola gargal             | Singer              | 1969           |
| Grifola platypora          | Gray                | 1821           |
| Grifola rosularis          | (G. Cunn.) G. Cunn. | 1965           |
| Grifola sordulenta         | (Mont.) Singer      | 1962           |